# Game Factory Interactive
Не плутати з данською компанією The Game Factory та мальтійською компанією GFI Software
Game Factory Interactive Ltd. (GFI) — російсько-українська компанія, розробник та видавець комп'ютерних ігор. Заснована в 2003 році.
У травні 2008 року компанії GFI та Руссобит-М об'єдналися в холдинг «Бествей» (Bestway group), у жовтні того ж року до них приєдналася компанія Play Ten Interactive. 21 вересня 2010 Компанія GFI отримала статус офіційного дистриб'ютора мережі PlayStation Network.

## Підрозділи
- GFI Baltic
- GFI Black Sea (Сочі)
- GFI Russia (Зеленоград)
- GFI UA (Київ)
- GFI Mobile (ігри та програми для мобільних телефонів)